# Schlagplatz

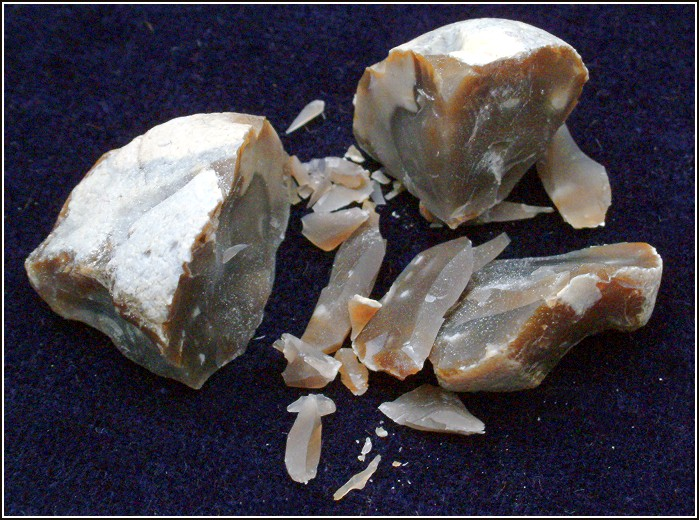
Typische Funde auf Schlagplätzen

Ein Schlagplatz ist, laut archäologischer Definition, ein zumeist kleines Areal, auf dem durch flächenhafte Anhäufung lithischen Materials die Bearbeitung von Mineralien, wie Chalzedon, Feuerstein, Quarzit (Quarzitschlagplatz Voßküppel), Travertin etc. durch die steinzeitliche, mitunter auch bronzezeitliche Bevölkerung, nachzuweisen ist.
An Schlagplätzen finden sich meist Abschläge (Abfallprodukte) und Rohlinge, wie Kern- oder Schlagsteine, auch Klingen, da Werkzeuge an Stellen hergestellt oder vorgearbeitet wurden, wo sich das Rohmaterial in der Natur fand. Vorbearbeitetes und mitgenommenes Rohmaterial wurde allerdings weiterbearbeitet, so dass sich Schlagplätze auch in den mineralarmen Gebieten befinden.
Ein Schlagplatz des Mittelpaläolithikums (Levalloistechnik) wurde in Markkleeberg (Sachsen) unter den Sedimenten einer eiszeitlichen Grundmoräne gefunden. Die seit 1994 in Les Maîtreaux bei Bossay-sur-Claise im Département Indre-et-Loire in Frankreich erbrachten archäologische Belege zeigen Schlagplatznutzungen im Solutréen. 